# The Sandpipers
The Sandpipers – amerykański zespół folckrockowy działający w latach 1966-75.
Skład:
- Jim Brady
- Mike Piano
- Richard Shoff
- Pamela Ramcier

Najpopularniejsze nagrania: „Guantanamera”, „Louie, Louie”, „Come Saturday Morning”, „Kumbaya”, „Hang On Sloopy”.